# Åbo centralstation
Åbo centralstation (finska: Turun päärautatieasema) är en järnvägsstation i centrala Åbo, Egentliga Finland. Stationen är en järnvägsknut för Kustbanan, Nystadsbanan och Åbo–Toijala-banan. Knappt en kilometer från stationen ligger Åbo busstation, och även Salutorget, som är en knutpunkt för stadsbussarna. Fram till år 2010 hette stationen Åbo järnvägsstation (finska: Turun rautatieasema).
Det finns ytterligare två järnvägsstationer i Åbo. En av dem är Åbo hamn, som kombinerar med färjeturerna till och från Stockholm, och den andra är Kuppis, som ligger nära universitetens campus, för förbindelser österut. Alla tågturer stannar vid centralstationen.

## Historia
Åbo järnvägsstation öppnades som slutstation för Åbo–Toijala-banan år 1876, och den var en järnvägsstation av andra klassen samtidigt med stationerna i Toijala och Tavastehus som öppnades samtidigt. Förutom stationsbyggnaden byggdes det ett lokstall med fyra platser på stationsområdet. Senare utvidgades stallet till att rymma åtta lok. Intill stationsområdet anlades en verkstad där lok och personvagnar underhölls och reparerades. Banan förlängdes från Åbo station till Åbo hamn under år 1876, då banans slutpunkt placerades mellan Åbo slott och Aura å.
När spårvagnstrafiken började år 1908 förband en cirkellinje Åbo domkyrka, salutorget och järnvägsstationen med varandra, och denna förbindelse bevarades fram till avslutningen av spårvagnstrafiken år 1972.
Efter andra världskriget planerades det att bygga en järnväg från Åbo även söderut till kalkbrotten i Pargas, men denna plan förblev orealiserad.
Åbo var länge en viktig knutpunkt för lokaltrafiken, då tåg trafikerade från Åbo station till Pemar, Loimaa, Nådendal och Nystad. Lokaltrafiken till Nådendal avslutades år 1972 och till Pemar år 1979; dock kördes färjetåg till Nådendal under åren 1970–1984 och 1989–1990. De Dm9-tåg som användes i Åbos lokaltrafik och kallades "Morötter" nådde slutet av sin livslängd i början av 1990-talet, då de avskaffades. Lokaltrafiken fortsatte med lokdragna tåg till Loimaa fram till år 1990 och till Nystad fram till slutet av år 1992.

## Biljettförsäljning
Biljettförsäljningen upphördes i Åbo under 2020. Sedan dess har stationen endast haft en biljettmaskin.

## Stationsbyggnader

### Den gamla stationsbyggnaden
En tidigare järnvägsstation som invigdes 1876 fanns på samma plats i Åbo som den nuvarande centralstationen. Från den gamla stationen trafikerades tåg till en början till Toijala och Åbo hamn, och senare till Karis och Helsingfors. Stationsbyggnaden i två våningar representerade nyrenässans och ritades av arkitekten Pehr Erik Degenaer.
På nedre våningen fanns väntesalar för tre olika klasser, damernas rum, biljett- och bagagehall, stationskontor, stationschefens kontor, telegrafkontor, postkontor, förvaringsrum för bagage och rum för resande tjänstemän. På övervåningen byggdes bostäder. Dessutom fanns det en kejserlig vänthall i den gamla stationsbyggnaden. De ryska kejsarna besökte dock aldrig Åbo centralstation.

Stationsbyggnaden revs för att ge plats åt en ny år 1938, eftersom Olympiska sommarspelen 1940 skulle hållas i Finland och man ansåg att byggnaden var alltför ful och gammalmodig för olympiaturisterna. Olympiska spelen ställdes dock in på grund av andra världskriget.

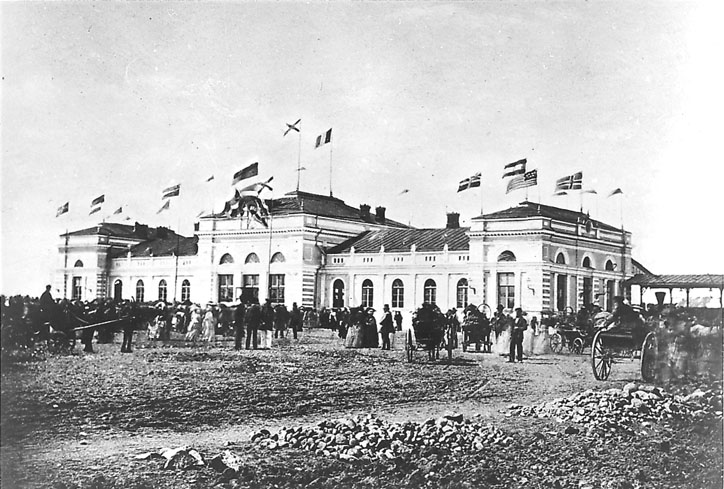
Invigningen av Åbo järnvägsstation år 1876.
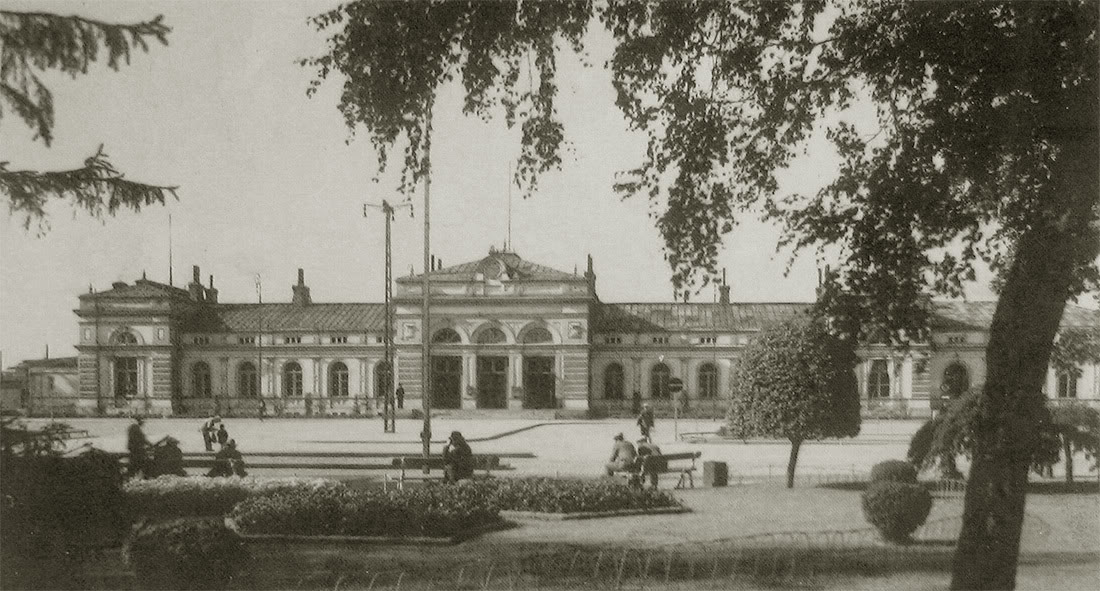
Den gamla järnvägsstationen i Åbo
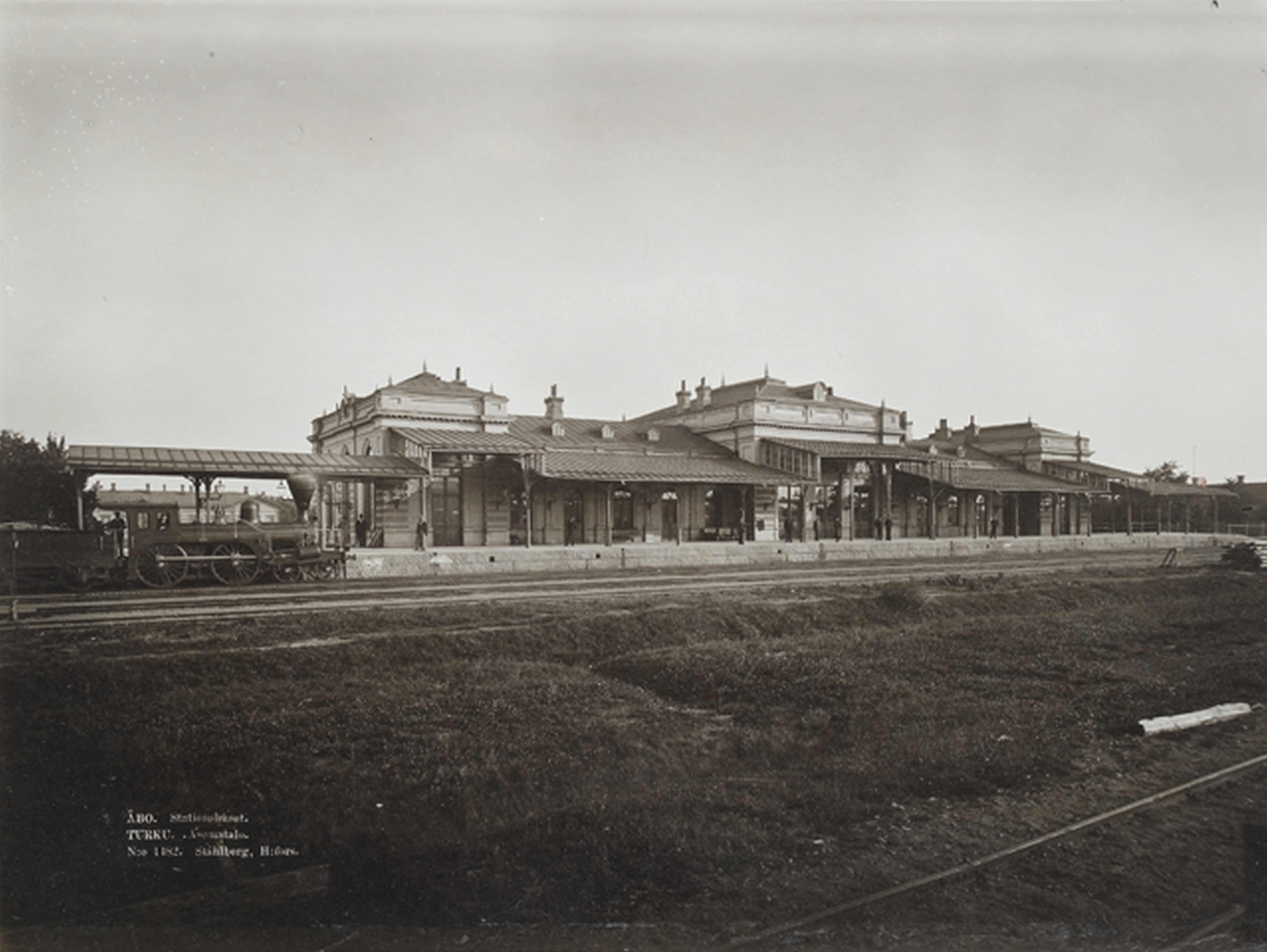
Den gamla järnvägsstationen i Åbo.
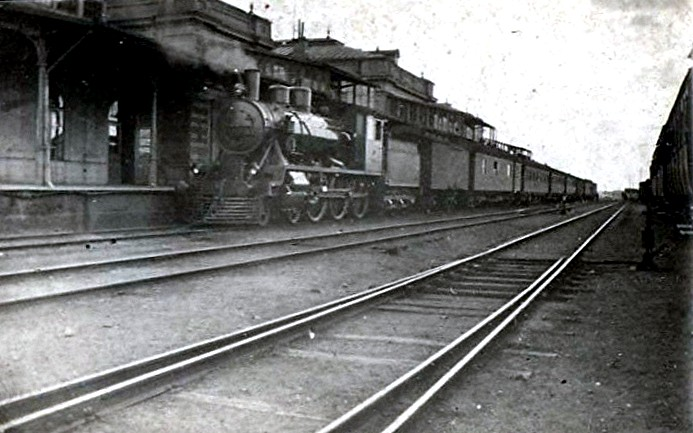
Lok vid den gamla stationen.
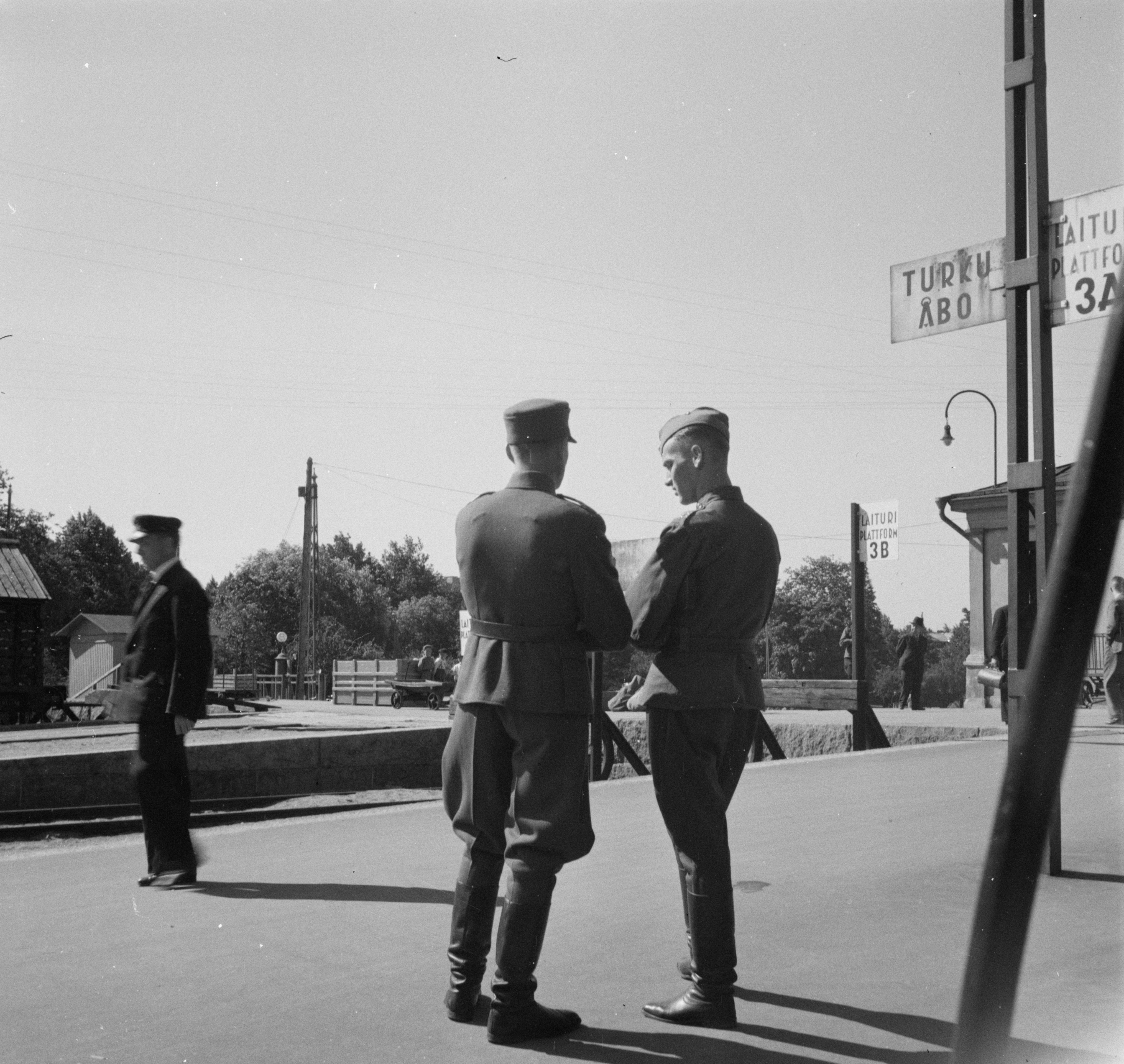
Åbo station.
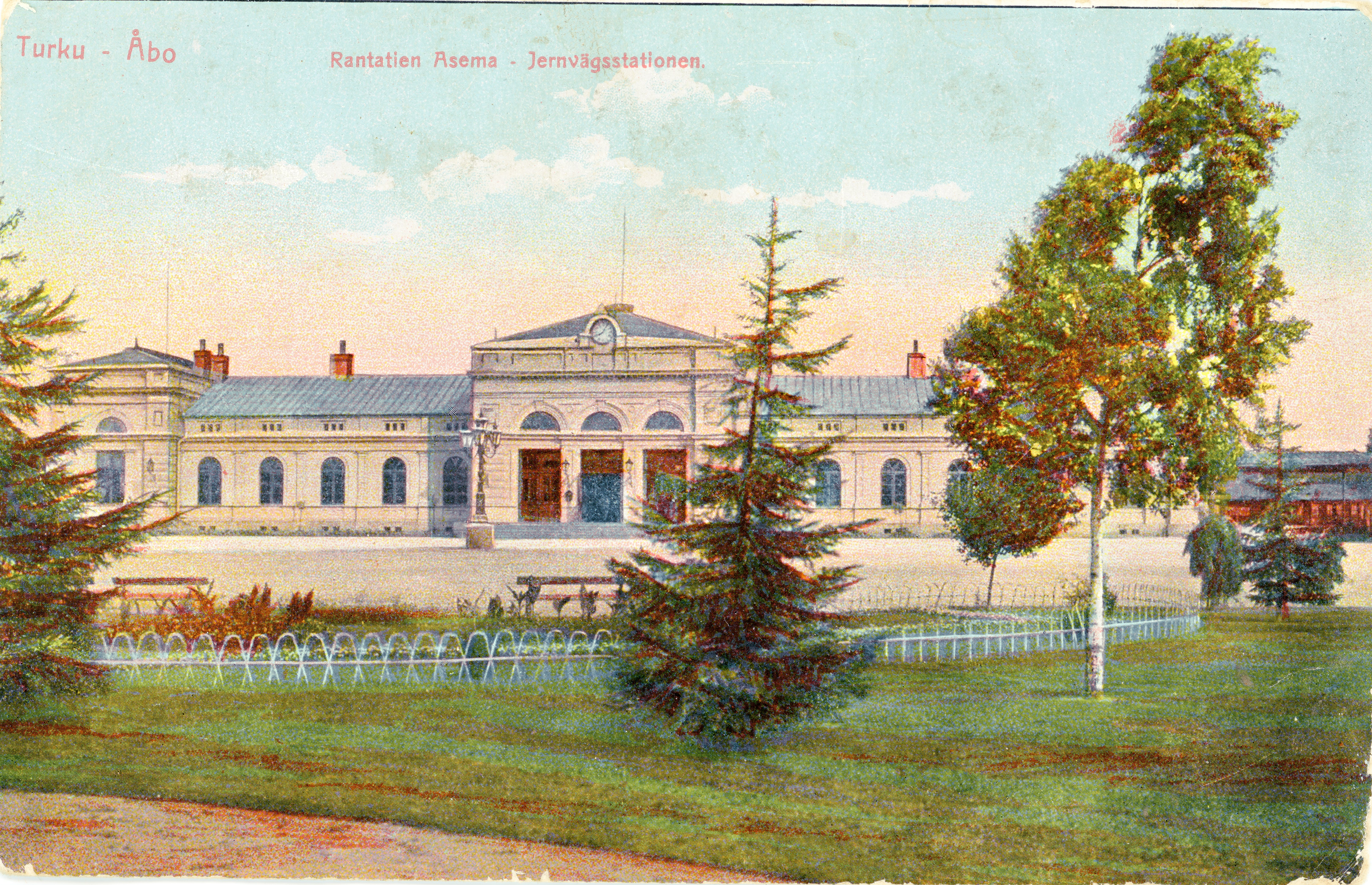
Postkort som föreställer den gamla stationsbyggnaden.

### Den nya stationsbyggnaden
Den nuvarande stationsbyggnaden ritades av arkitekterna Martti Välikangas och Väinö Vähäkallio, och den färdigställdes år 1941. Byggandet av byggnaden genomfördes av undantag från järnvägsstyrelsen, istället utfördes det av byggnadsstyrelsen.
På nedre våningen fanns biljettförsäljningen, en vänthall, bagageutrymmen, ett café och ett postkontor. Posten flyttades bort från stationen år 1987. Övre våningen var från början i bruk som stationsrestaurang. På ena sidan av våningen fanns en restaurang för förstaklasspassagerare, medan det på andra sidan fanns den andra klassens avdelning. Restaurangen för andra klassens passagerare ändrades till annan användning på 1960-talet, och den före detta förstaklassens stationsrestaurang stängdes år 2004. Biljettförsäljningen avslutades år 2020 och kiosken samt caféet lämnade stationen år 2022 på grund av järnvägsrenoveringen.
Byggnadens ursprungliga ytterpanel var gul klinker. Panelen byttes ut under åren 1978–1979, då järnvägsstationen fick en fasad av gula tegelstenar.
Åbo centralstation renoverades under åren 2005–2006. Den största förändringen gällde biljettkontoret, som flyttades till husets sidoflygel.
Museiverket har definierat Åbo centralstation med omgivningar som en av värdefulla byggda kulturmiljöer av riksintresse i Finland. Kulturcentret Logomo öppnades i det tidigare VR:s verkstadsbyggnad nära järnvägsstationen i januari 2011. År 2023 meddelade VR att stationsbyggnaden kommer att säljas.

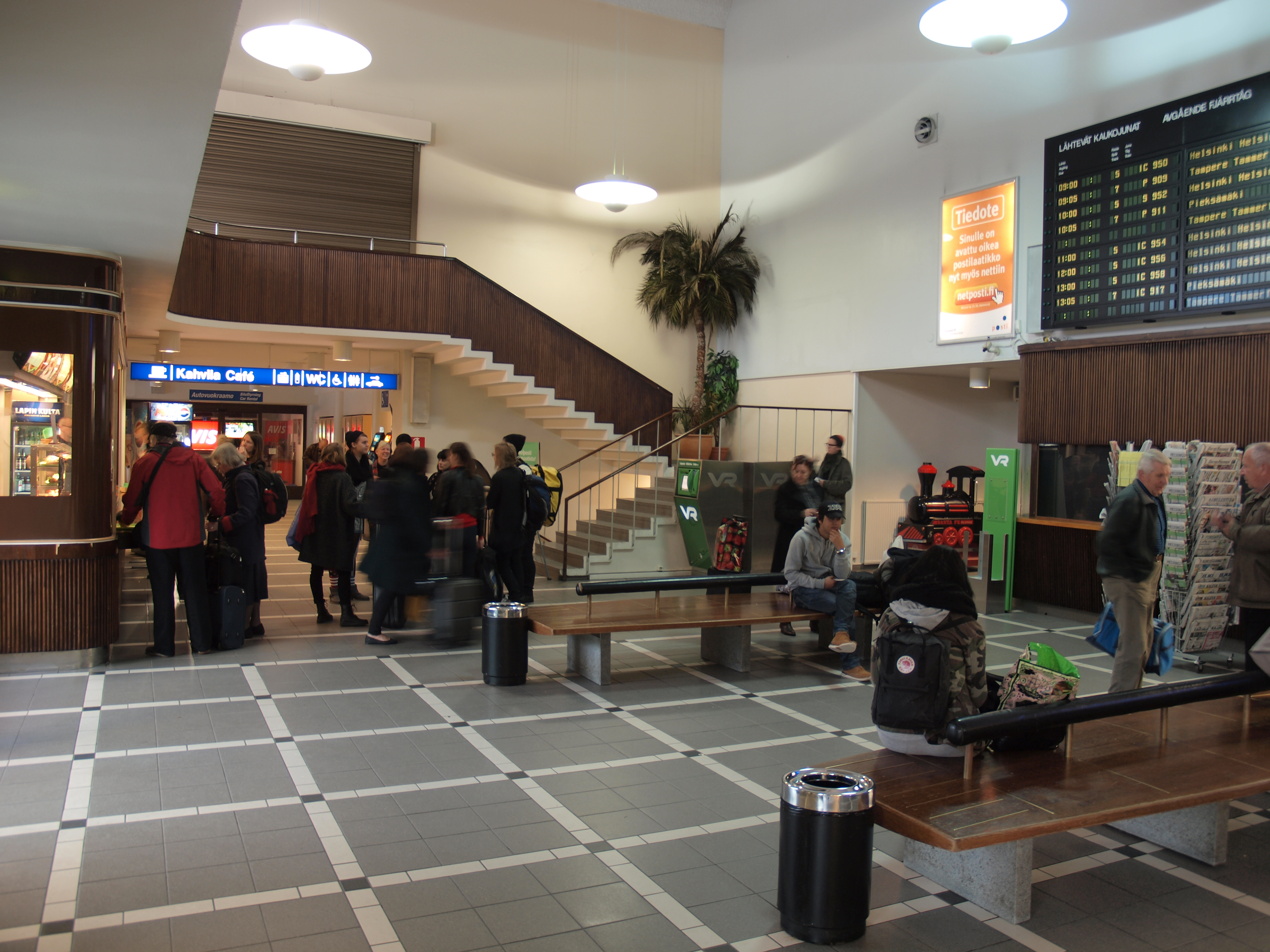
Vänthallen.
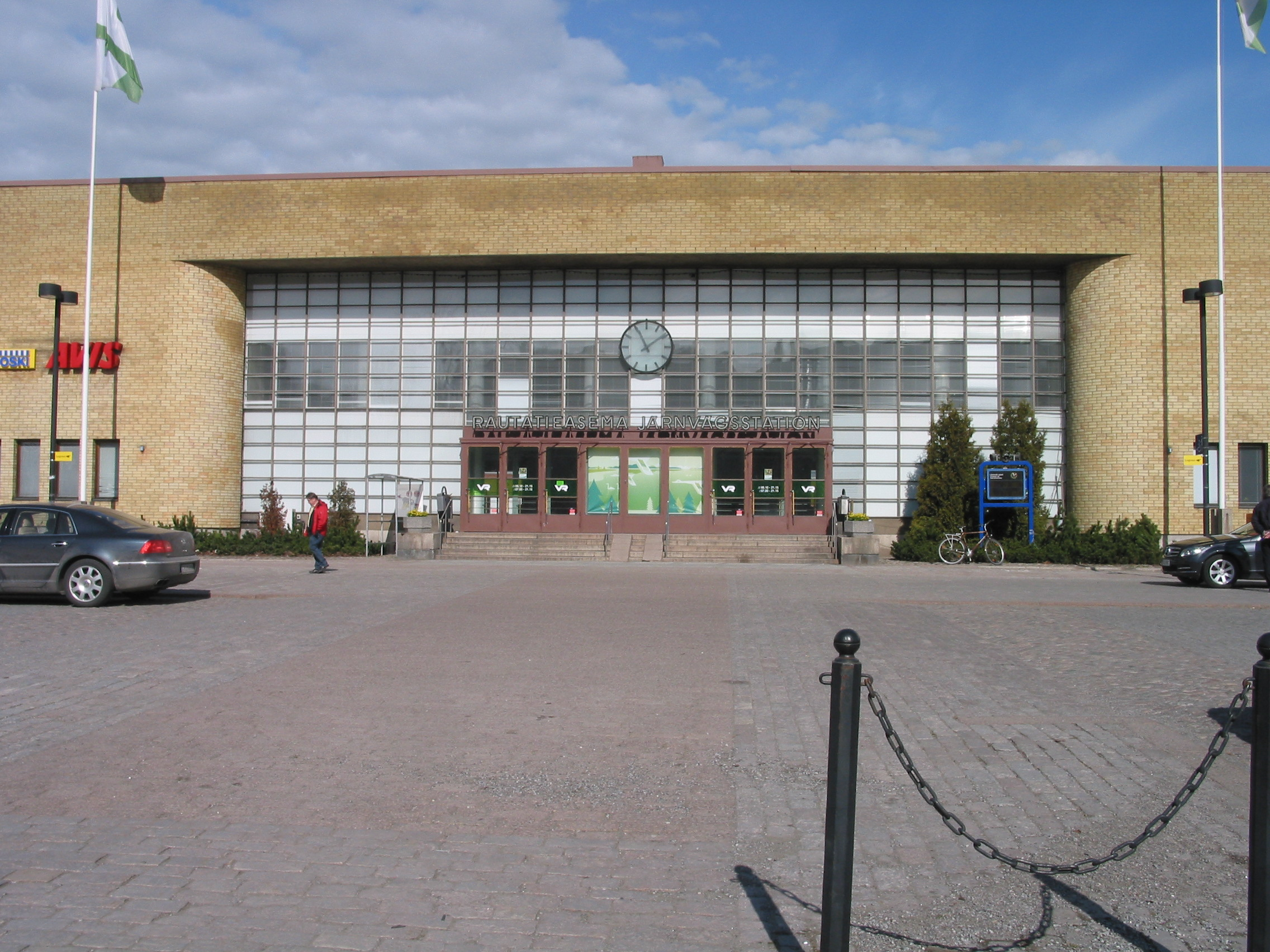
Fasaden mot Bangårdsgatan.
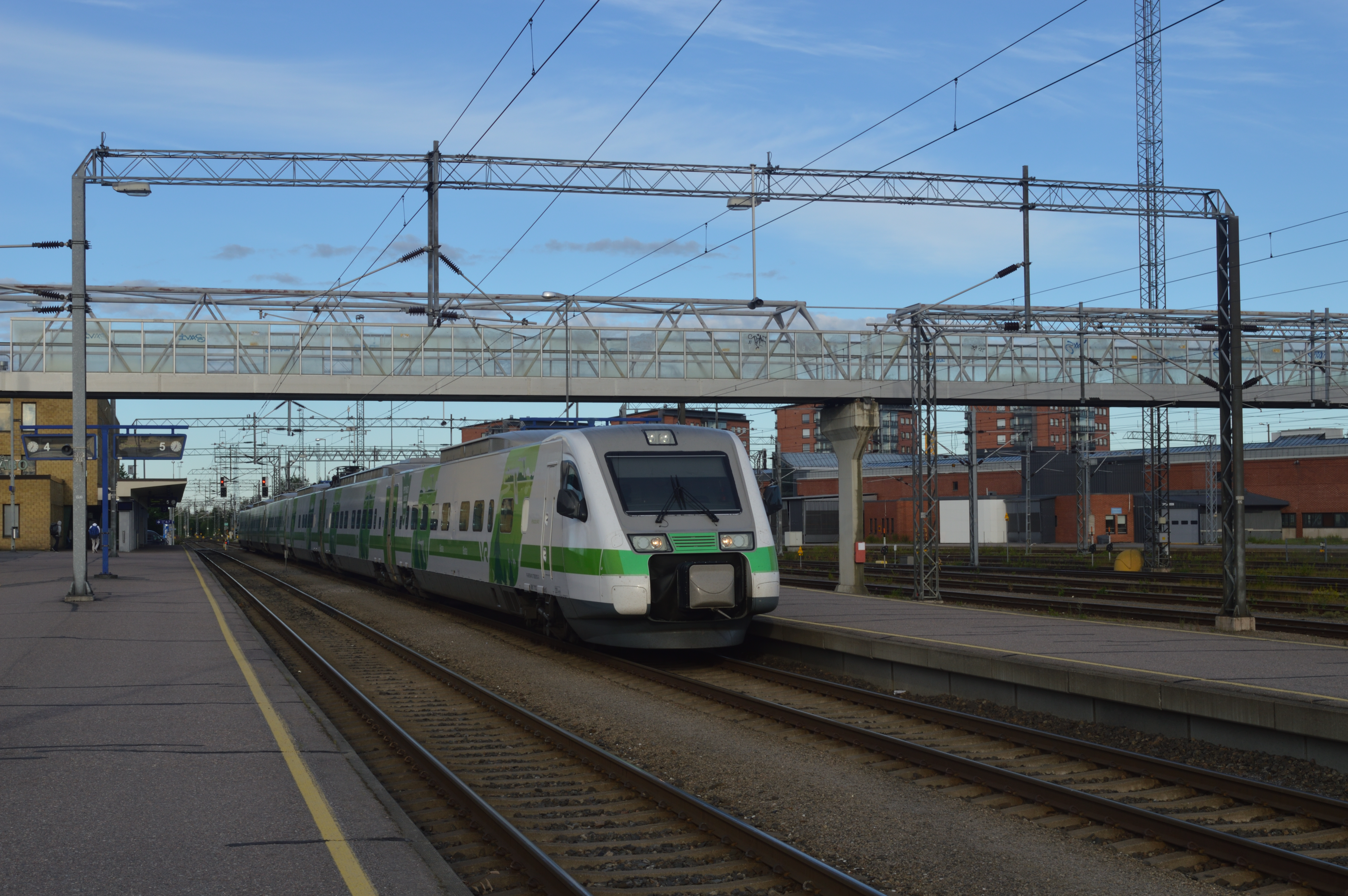
Tåg vid stationen år 2016.
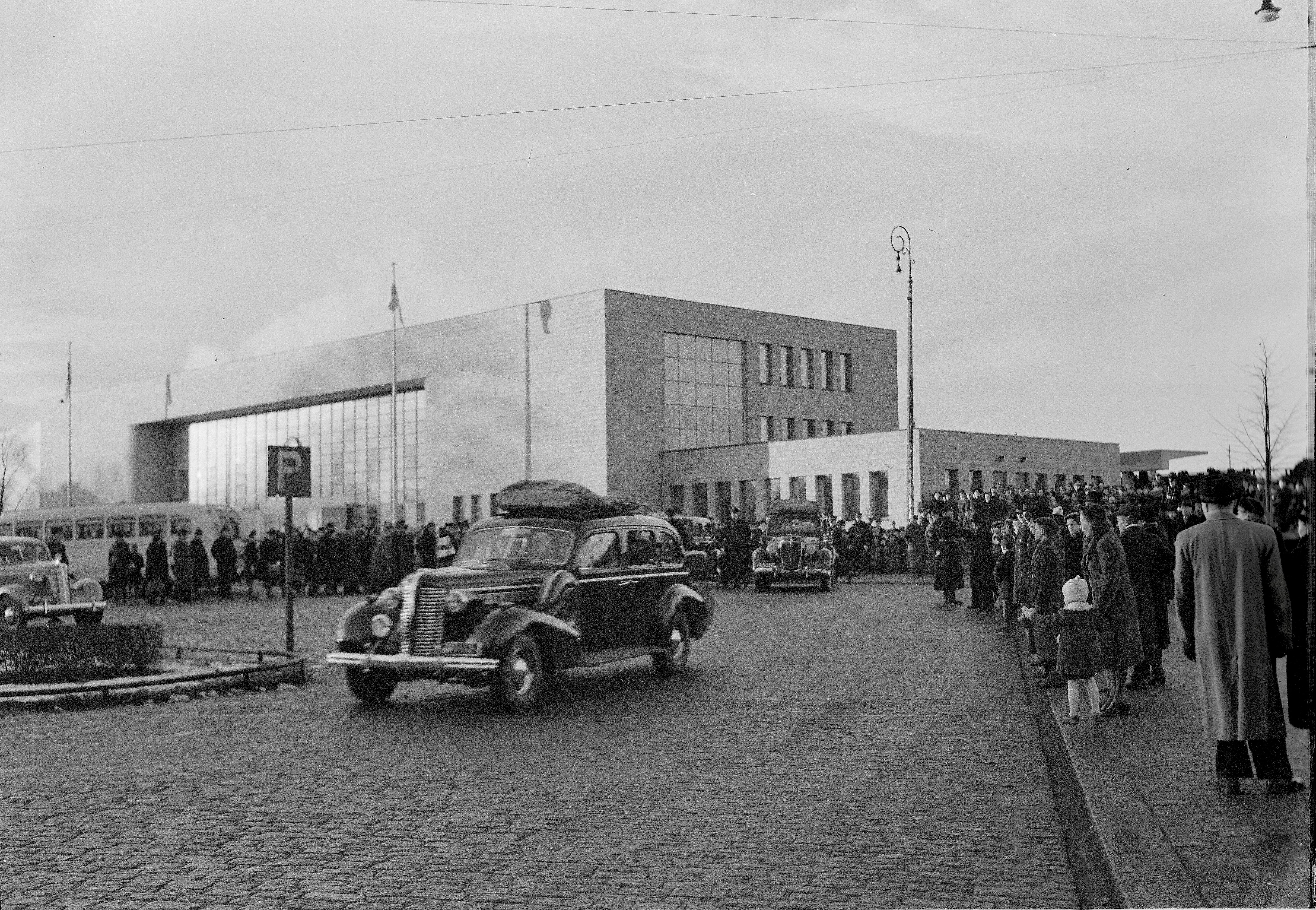
Sjävlständighetsdagen vid Åbo centralstation.

### Övriga byggnader
Väster om stationsbyggnaden vid Bangårdsgatan ligger järnvägsmannabostadshus från olika tider i parkliknande omgivning. Närmast stationen ligger stationsinspektorns hus från 1922. Det äldsta bevarade huset är från 1870-talet och vid Repslagaregatan ligger ytterligare två bostadshus, byggda på 1940- och 1950-talet.
Norr om bangården finns ett stort område med depåer och maskinverkstäder. Från 1870-talet är kärnan i maskinverkstaden, den äldsta bevarade i sitt slag i Finland samt lokstallets äldsta del och den tidigare verkstaden. Flera av stationsområdets byggnader har rivits.